# Décurion
Un « décurion » (en latin decurio) est soit un officier subalterne de l'armée romaine, principalement dans la cavalerie, soit un magistrat subalterne, membre de l'assemblée dirigeant une cité de l'empire.
La charge et la dignité de décurion sont le décurionat.

## Décurionat militaire
Dans le domaine militaire, un décurion est un officier subalterne des unités de cavalerie des légions romaines. Sous la République, un décurion commande 10 hommes (une décurie ou decuria en latin). Trois décuries forment une turma. Le plus âgé des trois décurions de la turma commande l'unité. C'est en tout cas l'explication donnée par Polybe. Cependant, sous le Principat, l'organisation des légions romaines changent. Les troupes montées des légions sont désormais commandées par des centurions (sans être divisées en turmae). Elles disposent elles aussi de décurions, mais leur rôle est bien inférieur à celui de leurs équivalents républicains puisqu'ils sont subordonnés aux centurions. Les décurions sont surtout connus dans les troupes de cavalerie auxiliaires de l'Empire. Un décurion est désormais seul à la tête d'une turma, dont l'effectif n'est plus aussi stable que sous la période républicaine.
La turma est l'unité de base de toute unité de cavalerie ou d'unité mixte infanterie/cavalerie des troupes auxiliaires romaines. Les documents relatifs au décurionat sont cependant rares. Ils servaient probablement toutes leurs vies dans la même unité. Comme les centurions, leur durée de service pouvait dépasser la durée habituelle du service militaire romain et ils pouvaient jouir d'un certain nombre de privilèges.

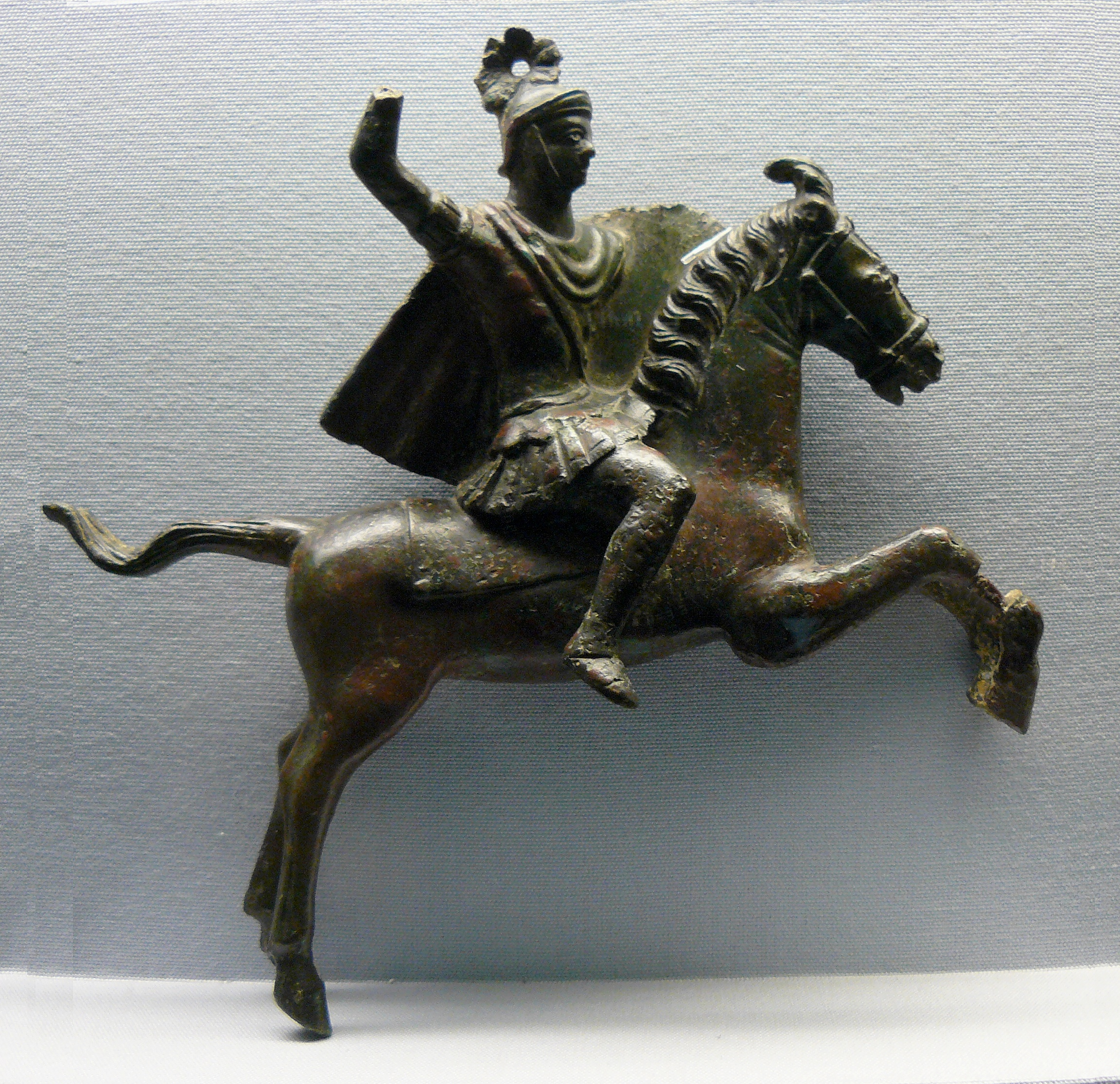
Officier romain à cheval
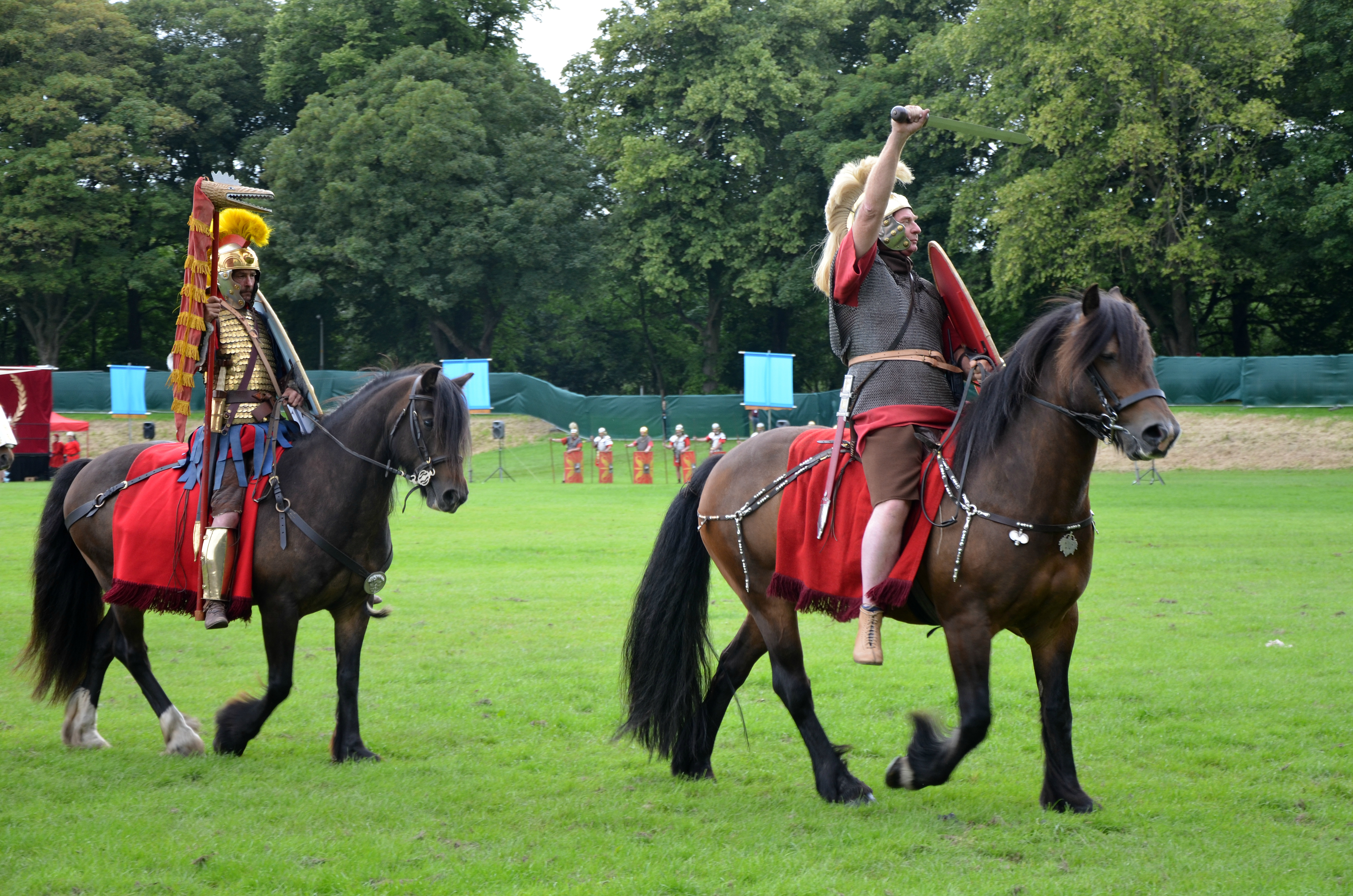
Reconstitution d'un décurion (à droite) et d'un draconaire (à gauche).
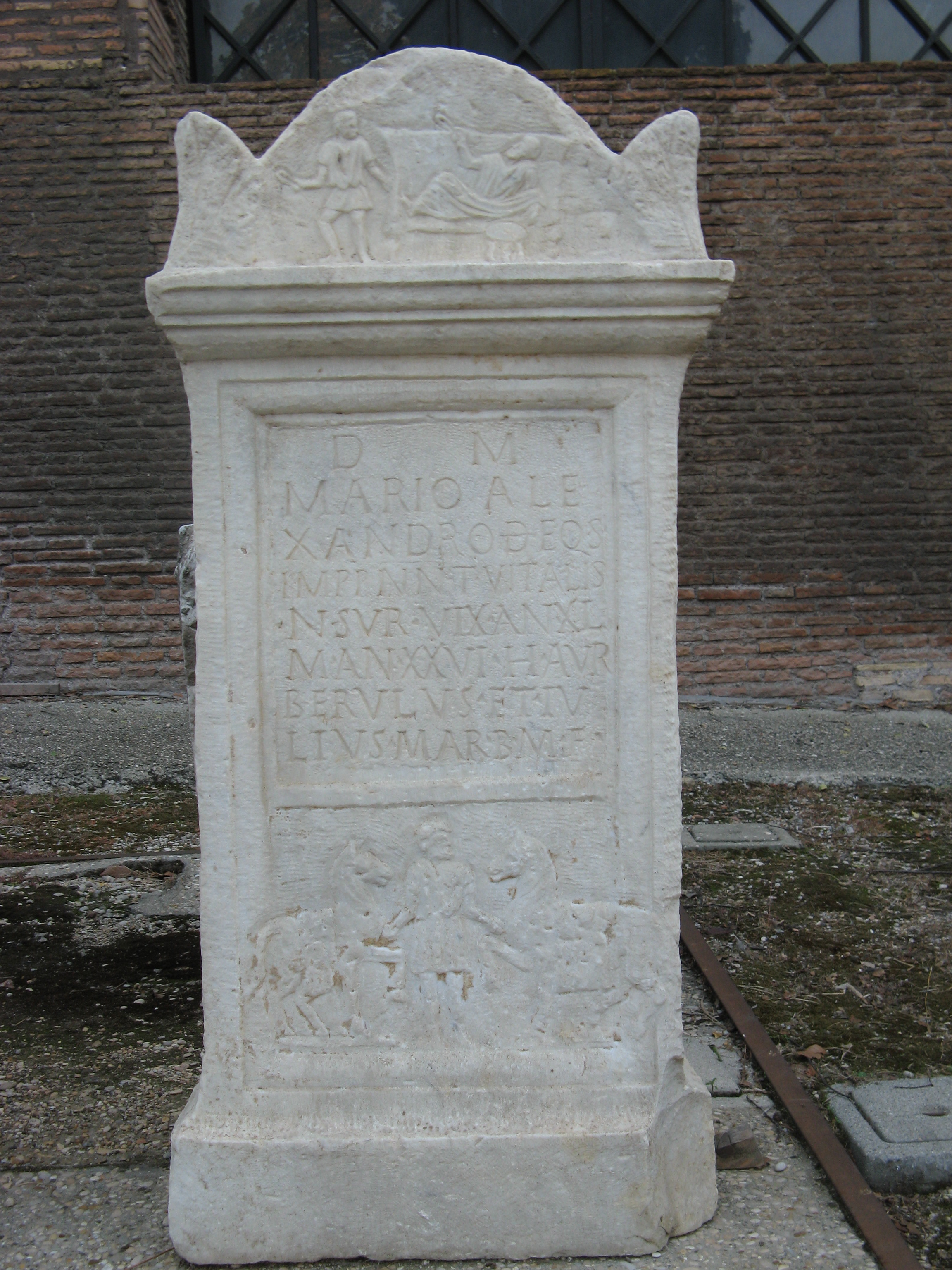
Monument funéraire à un décurion des Equites Singulares Augusti[3].

L'unité militaire contenant le plus de décurions est l'ala, qui en compte 16 dans une ala ordinaire de 500 hommes et 24 dans une ala militaria de 1000 hommes (à partir des Flaviens). Des décurions sont également attestés dans la structure des Equites Singulares Augusti, le corps de cavalerie chargé de la garde de l'empereur. Les décurions étaient généralement issus des rangs de leurs propres unités et pouvaient espérer continuer leur carrière militaire en devenant centurions dans les légions, même si ce dernier cas est rarement attesté. La plupart des décurions semblent avoir terminé leurs carrières à ce grade. Dans des circonstances particulières, les décurions pouvaient être temporairement à la tête d'unités d'infanterie auxiliaires dans les provinces gouvernées par un procurateur, en l'absence de centurions. Dans ces mêmes provinces, le gouverneur pouvait offrir une entrée directe au grade de décurion dans l'armée à des hommes locaux.

## Décurionat civil
Dans ce contexte, les décurions sont les membres des curies, assemblées locales des cités ou municipes de l'Empire romain. Dans la partie orientale hellénophone de l'Empire, les décurions sont appelés  « bouleutes ».
L'institution décurionale s'est formée sous la République dans le cadre municipal selon le modèle du sénat de Rome, où les anciens magistrats sont automatiquement incorporés dans l'assemblée, et les pratiques des élites locales de chaque cité.
Bien qu'elle soit une charge lourde, surtout à partir du IIe siècle apr. J.-C., être décurion est considéré comme un honneur. Les décurions, qui font partie de l'ordre décurional, ont un accès privilégié à la citoyenneté romaine.